# Gerichtsbezirk Mariazell
Der Gerichtsbezirk Mariazell war ein dem Bezirksgericht Mariazell unterstehender Gerichtsbezirk im Bundesland Steiermark. Der Gerichtsbezirk umfasste den nördlichen Teil des politischen Bezirks Bruck an der Mur und wurde 2002 dem Gerichtsbezirk Bruck an der Mur zugeschlagen. 

## Geschichte
Der Gerichtsbezirk  Bruck an der Mur wurde durch eine 1849 beschlossene Kundmachung der Landes-Gerichts-Einführungs-Kommission als „Gerichtsbezirk Mariazell“ geschaffen und umfasste ursprünglich die vier Gemeinden Gußwerk, Halltal, Mariazell und St. Sebastian. Der Gerichtsbezirk Mariazell bildete im Zuge der Trennung der politischen von der judikativen Verwaltung ab 1868 gemeinsam mit dem Gerichtsbezirk Bruck den Bezirk Bruck an der Mur.
Im Zuge der nationalsozialistischen Verwaltungsänderungen wurde der Gerichtsbezirk Mariazell vom Bezirk Bruck an der Mur abgetrennt und dem Bezirk Mürzzuschlag zugeschlagen, diese Änderung wurde jedoch nach dem Zweiten Weltkrieg per 11. Juni 1945 wieder rückgängig gemacht.
Per 1. März 1948 wurden jedoch Teile der Gemeinde Hallthal an den Gerichtsbezirk Mürzzuschlag abgetreten.
Durch die Neuordnung der Gerichtsbezirke 2002 wurde der Gerichtsbezirk Mariazell schließlich per 1. Juli 2002 aufgelöst und das Gebiet dem Gerichtsbezirk Bruck an der Mur zugeteilt.

## Gerichtssprengel
Der Gerichtssprengel umfasste zum Zeitpunkt seiner Auflösung mit den vier Gemeinden Gußwerk, Halltal, Mariazell und St. Sebastian den nördlichen Teil des Bezirks Bruck an der Mur.